# Pyrenaria diospyricarpa
Pyrenaria diospyricarpa är en tvåhjärtbladig växtart som beskrevs av Wilhelm Sulpiz Kurz. Pyrenaria diospyricarpa ingår i släktet Pyrenaria och familjen Theaceae. Utöver nominatformen finns också underarten P. d. camelliiflora.